# Environment and Heritage Service
De Northern Ireland Environment Agency is een afdeling van het Departement voor Milieubeheer van de regering van Noord-Ierland. In tegenstelling tot vergelijkbare instellingen in de andere landen van het Verenigd Koninkrijk is de organisatie verantwoordelijk voor zowel de gebouwde als de natuurlijke omgeving. Naast bescherming van objecten heeft zij ook als taak het bevorderen van de waardering voor het erfgoed.
De organisatie is verantwoordelijk voor 9 areas of outstanding natural beauty, 47 nationale natuurreservaten (national nature reserves), 43 speciale beheergebieden (special areas of conservation), and 10 Speciale beschermingszones (special areas of protection).
Van de circa 1700 beschermde monumenten in Noord-Ierland worden er 181 door de overheid beheerd.
Tot 1 juli 2008 heette de afdeling de Environment and Heritage Service.
Binnen het Verenigd Koninkrijk zijn vergelijkbare organisaties te vinden, namelijk English Heritage en Historic England in Engeland, Historic Environment Scotland in Schotland, Cadw in Wales en Manx National Heritage op het eiland Man.